# Чемпионат Европы по футболу среди молодёжных команд 2021
Чемпионат Европы по футболу среди молодёжных команд 2021 (англ. UEFA Under-21 Championship 2021) стал 23-м розыгрышем чемпионата Европы по футболу среди игроков до 21 года (и 26-м розыгрышем турнира с учётом чемпионатов Европы среди игроков до 23 лет). В турнире смогли принять участие футболисты, родившиеся не ранее 1 января 1998 года.
Турнир прошёл в Венгрии и Словении. Первоначально он должен был пройти с 9 по 26 июня 2021 года. Однако даты проведения турнира были изменены в связи с переносом Чемпионата Европы 2020 года на лето 2021 года из-за пандемии COVID-19. Изначально новые сроки должны были быть определены 27 мая 2020 года, но затем их определение было перенесено на 17 июня 2020 года, когда на заседании Исполкома УЕФА обсуждался календарь и формат турнира. 17 июня 2020 года УЕФА объявил, что турнир будет проходить в два этапа: групповой этап, который проходил с 24 по 31 марта 2021 года, и плей-офф, который прошёл с 31 мая по 6 июня 2021 года.

## Выборы организаторов
- Венгрия/ Словения

Страна-хозяйка была названа 3 декабря 2018 года в Дублине, Ирландия. Кроме Венгрии и Словении никто заявку так и не подал.

## Отборочный турнир
Жеребьёвка квалификационного раунда состоялась 11 декабря 2018 года в штаб-квартире УЕФА в Ньоне
Команды были разбиты на шесть корзин, согласно рейтингу, заработанному в ходе выступлений на последних трёх чемпионатах Европы (в том числе и в отборочных турнирах).
В отборочном турнире приняли участие 53 сборные, которые разыграли 14 путёвок в финальный турнир. 9 победителей отборочных групп и лучшая вторая команда выходят напрямую, оставшиеся 8 вторых команд играют стыковые матчи между собой.

### Квалифицировались в финальный турнир
| Сборная    | Способ квалификации  | Дата квалификации | Участие | Подряд | В последний раз | Лучший результат                       |
| ---------- | -------------------- | ----------------- | ------- | ------ | --------------- | -------------------------------------- |
| Венгрия    | Организатор          | 3 декабря 2018    | 5       | 1      | 1996            | Полуфинал (1986)                       |
| Словения   | Организатор          | 3 декабря 2018    | Дебют   | Дебют  | Дебют           | Дебют                                  |
| Россия     | 1-е место в группе 5 | 13 октября 2020   | 4       | 1      | 2013            | Чемпион (1976, 1980, 1990)             |
| Швейцария  | 2-е место в группе 2 | 13 октября 2020   | 4       | 1      | 2011            | 2-е место (2011)                       |
| Нидерланды | 1-е место в группе 7 | 13 октября 2020   | 9       | 1      | 2013            | Чемпион (2006, 2007)                   |
| Дания      | 1-е место в группе 8 | 13 октября 2020   | 9       | 4      | 2019            | Полуфинал (1992, 2015)                 |
| Испания    | 1-е место в группе 6 | 13 октября 2020   | 15      | 3      | 2019            | Чемпион (1986, 1998, 2011, 2013, 2019) |
| Англия     | 1-е место в группе 3 | 13 октября 2020   | 16      | 7      | 2019            | Чемпион (1982, 1984)                   |
| Франция    | 1-е место в группе 2 | 12 ноября 2020    | 10      | 2      | 2019            | Чемпион (1988)                         |
| Италия     | 1-е место в группе 1 | 15 ноября 2020    | 21      | 4      | 2019            | Чемпион (1992, 1994, 1996, 2000, 2004) |
| Португалия | 2-е место в группе 7 | 15 ноября 2020    | 9       | 1      | 2017            | 2-е место (1994, 2015)                 |
| Чехия      | 1-е место в группе 4 | 17 ноября 2020    | 8       | 1      | 2017            | Чемпион (2002)                         |
| Германия   | 1-е место в группе 9 | 17 ноября 2020    | 13      | 5      | 2019            | Чемпион (2009, 2017)                   |
| Хорватия   | 2-е место в группе 4 | 17 ноября 2020    | 4       | 2      | 2019            | Групповой этап (2000, 2004, 2019)      |
| Румыния    | 2-е место в группе 8 | 17 ноября 2020    | 3       | 2      | 2019            | Полуфинал (2019)                       |
| Исландия   | 2-е место в группе 1 | 24 ноября 2020    | 2       | 1      | 2011            | Групповой этап (2011)                  |

1. ↑  Сборная России является преемником сборной СССР, которая принимала участие в 3 финальных турнирах. Лучший результат — 1-е место на чемпионатах Европы 1980 и 1990 годов.
2. 1 2 3 4 5  Одна из пяти лучших команд, занявших вторые места в группах отборочного турнира.
3. ↑  Сборная Чехии является преемником сборной Чехословакии, которая принимала участие в 6 финальных турнирах. Лучший результат — четвертьфинал на чемпионатах Европы 1978, 1980, 1988, 1990, 1992 и 1994 годов.

## Стадионы
Следующие города и стадионы приняли матчи молодёжного чемпионата Европы 2021 года:
| Венгрия                                                 | Венгрия                                                 | Венгрия                                       | Венгрия                                       |
| Секешфехервар                                           | Сомбатхей                                               | Будапешт                                      | Дьёр                                          |
| ------------------------------------------------------- | ------------------------------------------------------- | --------------------------------------------- | --------------------------------------------- |
| МОЛ Арена Шошто                                         | Халадаш                                                 | Божик Арена                                   | Менфёи                                        |
| Вместимость: 14 000                                     | Вместимость: 8900                                       | Вместимость: 8468                             | Вместимость: 4335                             |
|                                                         |                                                         |                                               |                                               |
| Секешфехервар Сомбатхей Будапешт ДьёрСтадионы в Венгрии | Секешфехервар Сомбатхей Будапешт ДьёрСтадионы в Венгрии | Любляна Целе Марибор КоперСтадионы в Словении | Любляна Целе Марибор КоперСтадионы в Словении |
| Словения                                                |                                                         |                                               |                                               |
| Любляна                                                 | Целе                                                    | Марибор                                       | Копер                                         |
| Стожице                                                 | Здежеле                                                 | Людски врт                                    | Бонифика                                      |
| Вместимость: 16 100                                     | Вместимость: 13 600                                     | Вместимость: 12 702                           | Вместимость: 4010                             |
|                                                         |                                                         |                                               |                                               |

## Судьи
| Лоуренс Виссер Ирфан Пельто Харм Осмерс Георгий Круашвили Гильермо Куадра Фернандес Маурицио Мариани | Деннис Хиглер Бартош Франковский Халил Умут Мелер Франсуа Летексье Сандро Шерер Гленн Нюберг |

## Групповой этап
Команды, занявшие в своих группах первое и второе место, квалифицируются в четвертьфинал турнира.
Критерии классификации
На групповом этапе команды ранжируются в соответствии с количеством набранных очков (3 очка за победу, 1 очко за ничью и 0 очков за поражение). В случае равенства очков применяются дополнительные критерии, указанные ниже:
1. очки в очных встречах между командами;
2. разница голов в очных встречах между командами;
3. количество забитых голов в очных встречах между командами;
4. разница голов во всех матчах группового этапа;
5. количество забитых голов во всех матчах группового этапа;
6. послематчевые пенальти (только если две команды равны по вышеперечисленным критериям и они встретились в последнем матче группового этапа;
7. дисциплинарные показатели (красная карточка = 3 очка, жёлтая карточка = 1 очко, удаление за две жёлтые карточки = 3 очка);
8. коэффициенты УЕФА.

Время начала матчей указано центральноевропейское (CET) (UTC+1) для матчей с 24 по 27 марта 2021 года и центральноевропейское летнее (CEST) (UTC+2) для матчей с 28 по 31 марта 2021 года.

### Группа A
| Поз | Команда     | И | В | Н | П | МЗ | МП | РМ | О | Квалификация |
| --- | ----------- | - | - | - | - | -- | -- | -- | - | ------------ |
| 1   | Нидерланды  | 3 | 1 | 2 | 0 | 8  | 3  | +5 | 5 | Плей-офф     |
| 2   | Германия    | 3 | 1 | 2 | 0 | 4  | 1  | +3 | 5 | Плей-офф     |
| 3   | Румыния     | 3 | 1 | 2 | 0 | 3  | 2  | +1 | 5 |              |
| 4   | Венгрия (Х) | 3 | 0 | 0 | 3 | 2  | 11 | −9 | 0 |              |

1. 1 2 3  У трёх команд равное количество очков и одинаковая разница мячей в очных встречах. Количество забитых голов в очных встречах: Нидерланды 2, Германия 1, Румыния 1. Германия и Румыния ранжированы по критерию разницы голов во всех матчах группового этапа.

| Венгрия | 0:3     | Германия                 |
| ------- | ------- | ------------------------ |
|         | (отчёт) | Нмеча 61′ · Баку 66′ 73′ |

| Румыния    | 1:1     | Нидерланды |
| ---------- | ------- | ---------- |
| Чобану 20′ | (отчёт) | Схюрс 16′  |

| Венгрия   | 1:2     | Румыния                 |
| --------- | ------- | ----------------------- |
| Чонка 56′ | (отчёт) | Мэцан 69′ · Пашкану 87′ |

| Германия  | 1:1     | Нидерланды   |
| --------- | ------- | ------------ |
| Нмеча 84′ | (отчёт) | Клюйверт 48′ |

| Нидерланды                                                              | 6:1     | Венгрия          |
| ----------------------------------------------------------------------- | ------- | ---------------- |
| де Вит 42′ · Боаду 47′ (пен.) · Гакпо 58′ 70′ · Ботман 87′ · Бробби 89′ | (отчёт) | Болла 65′ (пен.) |

| Германия | 0:0     | Румыния |
| -------- | ------- | ------- |
|          | (отчёт) |         |

### Группа B
| Поз | Команда      | И | В | Н | П | МЗ | МП | РМ | О | Квалификация |
| --- | ------------ | - | - | - | - | -- | -- | -- | - | ------------ |
| 1   | Испания      | 3 | 2 | 1 | 0 | 5  | 0  | +5 | 7 | Плей-офф     |
| 2   | Италия       | 3 | 1 | 2 | 0 | 5  | 1  | +4 | 5 | Плей-офф     |
| 3   | Чехия        | 3 | 0 | 2 | 1 | 2  | 4  | −2 | 2 |              |
| 4   | Словения (Х) | 3 | 0 | 1 | 2 | 1  | 8  | −7 | 1 |              |

| Словения | 0:3     | Испания                              |
| -------- | ------- | ------------------------------------ |
|          | (отчёт) | Пуадо 53′ · Вильяр 54′ · Миранда 89′ |

| Чехия              | 1:1     | Италия       |
| ------------------ | ------- | ------------ |
| Маджоре 75′ (авт.) | (отчёт) | Скамакка 31′ |

| Словения  | 1:1     | Чехия             |
| --------- | ------- | ----------------- |
| Матко 32′ | (отчёт) | Прелец 85′ (авт.) |

| Испания | 0:0     | Италия |
| ------- | ------- | ------ |
|         | (отчёт) |        |

| Италия                                               | 4:0     | Словения |
| ---------------------------------------------------- | ------- | -------- |
| Маджоре 10′ · Распадори 19′ · Кутроне 25′ (пен.) 50′ | (отчёт) |          |

| Испания       | 2:0     | Чехия |
| ------------- | ------- | ----- |
| Гомес 69′ 78′ | (отчёт) |       |

### Группа C
| Поз | Команда  | И | В | Н | П | МЗ | МП | РМ | О | Квалификация |
| --- | -------- | - | - | - | - | -- | -- | -- | - | ------------ |
| 1   | Дания    | 3 | 3 | 0 | 0 | 6  | 0  | +6 | 9 | Плей-офф     |
| 2   | Франция  | 3 | 2 | 0 | 1 | 4  | 1  | +3 | 6 | Плей-офф     |
| 3   | Россия   | 3 | 1 | 0 | 2 | 4  | 6  | −2 | 3 |              |
| 4   | Исландия | 3 | 0 | 0 | 3 | 1  | 8  | −7 | 0 |              |

| Россия                                                        | 4:1     | Исландия      |
| ------------------------------------------------------------- | ------- | ------------- |
| Чалов 31′ (пен.) · Тикнизян 42′ · Захарян 45+2′ · Макаров 52′ | (отчёт) | Гудьонсен 59′ |

| Франция | 0:1     | Дания      |
| ------- | ------- | ---------- |
|         | (отчёт) | Дрейер 75′ |

| Исландия | 0:2     | Дания                     |
| -------- | ------- | ------------------------- |
|          | (отчёт) | Исаксен 5′ · Сёренсен 18′ |

| Россия | 0:2     | Франция                             |
| ------ | ------- | ----------------------------------- |
|        | (отчёт) | Эдуар 15′ (пен.) · Иконе 24′ (пен.) |

| Дания                                | 3:0     | Россия |
| ------------------------------------ | ------- | ------ |
| Ларсен 10′ · Дрейер 11′ · Хольсе 90′ | (отчёт) |        |

| Исландия | 0:2     | Франция                 |
| -------- | ------- | ----------------------- |
|          | (отчёт) | Гендузи 17′ · Эдуар 38′ |

### Группа D
| Поз | Команда    | И | В | Н | П | МЗ | МП | РМ | О | Квалификация |
| --- | ---------- | - | - | - | - | -- | -- | -- | - | ------------ |
| 1   | Португалия | 3 | 3 | 0 | 0 | 6  | 0  | +6 | 9 | Плей-офф     |
| 2   | Хорватия   | 3 | 1 | 0 | 2 | 4  | 5  | −1 | 3 | Плей-офф     |
| 3   | Швейцария  | 3 | 1 | 0 | 2 | 3  | 6  | −3 | 3 |              |
| 4   | Англия     | 3 | 1 | 0 | 2 | 2  | 4  | −2 | 3 |              |

1. 1 2 3  У трёх команд равное количество очков и одинаковая разница мячей в очных встречах. Количество забитых голов в очных встречах: Хорватия 4, Швейцария 3, Англия 2.

| Португалия       | 1:0     | Хорватия |
| ---------------- | ------- | -------- |
| Фабиу Виейра 68′ | (отчёт) |          |

| Англия | 0:1     | Швейцария |
| ------ | ------- | --------- |
|        | (отчёт) | Ндой 77′  |

| Хорватия                                     | 3:2     | Швейцария                               |
| -------------------------------------------- | ------- | --------------------------------------- |
| Иванушец 8′ · Моро 61′ (пен.) · Визингер 64′ | (отчёт) | Имери 79′ (пен.) · Куленович 89′ (авт.) |

| Португалия                         | 2:0     | Англия |
| ---------------------------------- | ------- | ------ |
| Дани Мота 64′ · Тринкан 74′ (пен.) | (отчёт) |        |

| Швейцария | 0:3     | Португалия                              |
| --------- | ------- | --------------------------------------- |
|           | (отчёт) | Кейрош 3′ · Тринкан 60′ · Консейсан 65′ |

| Хорватия       | 1:2     | Англия                     |
| -------------- | ------- | -------------------------- |
| Брадарич 90+1′ | (отчёт) | Эзе 12′ (пен.) · Джонс 74′ |

## Плей-офф
Плей-офф прошёл с 31 мая по 6 июня 2021 года.

### Сетка
|  | Четвертьфиналы         | Четвертьфиналы   |                        |       | Полуфиналы | Полуфиналы |  |  | Финал | Финал |
|  |                        |                  |                        |       |            |            |  |  |       |       |
|  | 31 мая — Будапешт      |                  |                        |       |            |            |  |  |       |       |
|  |                        |                  |                        |       |            |            |  |  |       |       |
|  | Нидерланды             | 2                |                        |       |            |            |  |  |       |       |
|  | Нидерланды             | 2                | 3 июня — Секешфехервар |       |            |            |  |  |       |       |
|  | Франция                | 1                |                        |       |            |            |  |  |       |       |
|  | Франция                | 1                | Нидерланды             | 1     |            |            |  |  |       |       |
|  | 31 мая — Секешфехервар |                  | Нидерланды             | 1     |            |            |  |  |       |       |
|  |                        | Германия         | 2                      |       |            |            |  |  |       |       |
|  | Дания                  | Германия         | 2                      | 2 (5) |            |            |  |  |       |       |
|  | Дания                  |                  | 6 июня — Любляна       | 2 (5) |            |            |  |  |       |       |
|  | Германия               | 2 (6)            |                        |       |            |            |  |  |       |       |
|  | Германия               | 2 (6)            | Германия               | 1     |            |            |  |  |       |       |
|  | 31 мая — Марибор       |                  | Германия               | 1     |            |            |  |  |       |       |
|  |                        | Португалия       | 0                      |       |            |            |  |  |       |       |
|  | Испания                | Португалия       | 0                      | 2     |            |            |  |  |       |       |
|  | Испания                | 3 июня — Марибор |                        | 2     |            |            |  |  |       |       |
|  | Хорватия               | 1                |                        |       |            |            |  |  |       |       |
|  | Хорватия               | 1                | Испания                | 0     |            |            |  |  |       |       |
|  | 31 мая — Любляна       |                  | Испания                | 0     |            |            |  |  |       |       |
|  |                        | Португалия       | 1                      |       |            |            |  |  |       |       |
|  | Португалия             | Португалия       | 1                      | 5     |            |            |  |  |       |       |
|  | Португалия             |                  |                        | 5     |            |            |  |  |       |       |
|  | Италия                 | 3                |                        |       |            |            |  |  |       |       |
|  | Италия                 | 3                |                        |       |            |            |  |  |       |       |
|  |                        |                  |                        |       |            |            |  |  |       |       |
|  |                        |                  |                        |       |            |            |  |  |       |       |

### 1/4 финала
| Нидерланды       | 2:1     | Франция       |
| ---------------- | ------- | ------------- |
| Боаду 51′, 90+3′ | (отчёт) | Упамекано 23′ |

| Дания                                                               | 2:2 (доп. вр.) | Германия                                                    |
| ------------------------------------------------------------------- | -------------- | ----------------------------------------------------------- |
| Фагир 69′ · Нельссон 108′ (пен.)                                    | (отчёт)        | Нмеча 88′ · Буркардт 100′                                   |
| Пенальти                                                            |                |                                                             |
| Исаксен · Хольсе · Фагир · Юльманн · Нельссон · Нарти · Кристиансен | 5:6            | Буркардт · Майер · Май · Шлоттербек · Нмеча · Пипер · Якель |

| Испания         | 2:1 (доп. вр.) | Хорватия              |
| --------------- | -------------- | --------------------- |
| Пуадо 66′, 110′ | (отчёт)        | Иванушец 90+4′ (пен.) |

| Португалия                                                 | 5:3 (доп. вр.) | Италия                                  |
| ---------------------------------------------------------- | -------------- | --------------------------------------- |
| Дани Мота 6′, 31′ · Рамуш 58′ · Жота 109′ · Консейсан 119′ | (отчёт)        | Побега 45′ · Скамакка 60′ · Кутроне 89′ |

### 1/2 финала
| Нидерланды | 1:2     | Германия    |
| ---------- | ------- | ----------- |
| Схюрс 67′  | (отчёт) | Вирц 1′, 8′ |

| Испания | 0:1     | Португалия        |
| ------- | ------- | ----------------- |
|         | (отчёт) | Куэнка 80′ (авт.) |

### Финал
| Германия  | 1:0     | Португалия |
| --------- | ------- | ---------- |
| Нмеча 49′ | (отчёт) |            |

## Бомбардиры
4 гола
- Лукас Нмеча

3 гола
- Патрик Кутроне
- Майрон Боаду
- Дани Мота
- Хави Пуадо

2 гола
- Боте Баку
- Флориан Вирц
- Андерс Дрейер
- Дани Гомес
- Джанлука Скамакка
- Коди Гакпо
- Перр Схюрс
- Франсишку Тринкан
- Франсишку Консейсан
- Одсонн Эдуар
- Лука Иванушец

1 гол
- Кертис Джонс
- Эберечи Эзе
- Бендегуз Болла
- Андраш Чонка
- Джонатан Буркардт
- Густав Исаксен
- Якоб Бруун Ларсен
- Мадс Сёренсен
- Карло Хольсе
- Вахид Фагир
- Виктор Нельссон
- Свейдн Арон Гудьонсен
- Гонсало Вильяр
- Хуан Миранда
- Джулио Маджоре
- Джакомо Распадори
- Томмасо Побега
- Свен Ботман
- Брайан Бробби
- Дани де Вит
- Джастин Клюйверт
- Фабиу Виейра
- Диогу Кейрош
- Жота
- Гонсалу Рамуш
- Арсен Захарян
- Денис Макаров
- Наир Тикнизян
- Фёдор Чалов
- Александру Мэцан
- Александру Пашкану
- Андрей Чобану
- Алёша Матко
- Кастриот Имери
- Дан Ндойе
- Маттео Гендузи
- Жонатан Иконе
- Дайо Упамекано
- Домагой Брадарич
- Дарио Визингер
- Никола Моро

1 автогол
- Хорхе Куэнка
- Джулио Маджоре
- Ник Прелец
- Сандро Куленович

## Награды
- Лучший игрок турнира —  Фабиу Виейра